# إضاءة الدجنة في عقائد أهل السنة (كتاب)
إضاءة الدجنة في عقائد أهل السنة هي منظومة في العقيدة الأشعرية للإمام شهاب الدين المقري التلمساني (ت 1041هـ). قال عنها الإمام عبد الغني النابلسي في شرحه عليها: «العقيدة المنظومة، والعقيلة المعصومة، واللؤلؤة المكنونة، والجوهرة المخزونة، فريدة التوحيد، وخريدة التمجيد، منظومة العلامة، والعمدة الفهامة، سيد العلماء العاملين، وإمام الفقهاء والمحدثين، شيخ مشايخنا المرحوم أحمد المقري المغربي رحمه الله».

## نبذة عن المؤلف
مؤلف الكتاب هو شهاب الدين أبو العباس أحمد بن محمد المقري التلمساني القرشي المالكي الأشعري، المؤرخ والأديب والحافظ؛ ولد ونشأ في تلمسان بالمغرب الأوسط، وانتقل إلى فاس، فكان خطيبها والقاضي بها، ومنها إلى القاهرة سنة (1027هـ)، وتوفي بمصر ودفن في مقبرة المجاوريين، وقيل: توفي بالشام مسوما سنة (1041هـ). له مؤلفات كثيرة، في فنون مختلفة، وأشهر ما له في العقائد: إضاءة الدجنة في عقائد أهل السنة.

## تاريخ تأليفها
بدأ تأليفها أثناء زيارته للحجاز سنة (1038هـ/1629م)، ودرسها في الحرمين الشريفين، وأتمها في القاهرة سنة (1039هـ/1630م)، ثم درَّسها بعد ذلك في الشام، يقول المقري في نفح الطيب:

## سبب تأليفها
ذكر عبد القادر الغصين تلميذ المقري في سبب تأليف «إضاءة الدجنة»، ما نصه: (...فإني كنت أقرأ عليه صغرى الشيخ السنوسي بمصر، فسألنا منه نظماً في العقائد، فكان كلما قرأ درساً نظمه فيقرأه غداً كذلك إلى أن ختمه). وكانت عند عبد القادر نسخة منها، عليها تعليقات للمقري بخطه، قيدها لدى مروره بمدينة غزة، وكتب المقري في آخر تلك النسخة ما نصه: «يقول مؤلف هذه العقيدة العبد الفقير أحمد وأصلحتُ فيها ما عثرت عليه، وقد كُتب من هذه العقيدة -فيما علمت- بمصر المحروسة، والشام، والحجاز، والمغرب، نيف على ألف نسخة، ولله الحمد، وكتبت خطي على نحو المائتي منها، وقد كتبها غالب طلبة مكة لما قرأتها هناك، وأهل بيت المقدس لما قرأتها به أيضاً، وأهل دمشق حين درستها بها، وأخذ منها أصحابنا إلى المغرب والصعيد نسخاً، وكتب لي بعض أصحابنا بالصعيد أنه كتب منها هناك نيف على مائة نسخة، وكذلك برشيد والإسكندرية، جعلها الله خالصة لوجهه الكريم، وكُتب لشوال سنة 1037».

## موضوعاتها
اشتملت المنظومة على مقدمة وثمانية عشر فصلا وخاتمة، في خمسمائة بيت، عالجت بعد خطبة الناظم المواضيع الآتية:
- فصل في أحكام النظر.
- في أول واجب.
- في الحث على النظر.
- في الصفات النفسية والسلبية.
- في المعاني.
- في المعنوية.
- في التعليق.
- في منافيات المعاني والمعنوية.
- في الأمر والإرادة والرضا والمحبة.
- في حدوث العالم.
- في الجائز في حق الله تعالى.
- في الرؤية.
- في أحكام الرسالة والنبوة.
- فيما يجب لهم ويستحيل.
- فيما يجوز في حق الرسل.
- في عدد الرسل في إعجاز القرآن.
- في السماوات الأخروية والبرزخية والبعثية.
- في الحساب والميزان والصراط والشفاعة.
- خاتمة في القضاء والقدر ومسائل أخرى تتعلق بعلم التوحيد.
- رواية الناظم لكتب السنوسي في العقائد.

## شروحها
- عبد القادر بن بهاء الدين بن نبهان بن جلال الدين بن تقي الدين أبي بكر المعروف بابن عبد الهادي العمري الدمشقي الشافعي... ألف كتبا كثيرة منها شرح على عقيدة المقرى المسماة بإضاءة الدجنة في عقائد أهل السنة.[5]
- فتوحات ذي الرحمة، للسيد مختار.
- رائحة الجنة في شرح إضاءة الدجنة - للشيخ عبد الغني بن إسماعيل النابلسي الحنفي.
- إرشاد خالقي ومصوري لشرح عقيدة الإمام المقري للشيخ محمد الغدامسي.[6]
- الفتوحات الإلهية الوهبية، على المنظومة المقرية، المسماة إضاءة الدجنة، في اعتقاد أهل السنة، لمحمد عليش المصري المتوفى سنة (1299هـ).[7]
- شرح الشيخ محمد بن أحمد الملقب بالداه الشنقيطي.[8]